# Grant Brits
Grant Brits (ur. 11 sierpnia 1987 w Johannesburgu) – australijski pływak, brązowy medalista olimpijski, wicemistrz świata, mistrz i wicemistrz świata (basen 25 m).
Specjalizuje się w pływaniu stylem dowolnym. Jego największym osiągnięciem jest brązowy medal igrzysk olimpijskich w Pekinie (2008) w sztafecie 4 x 200 m stylem dowolnym. Sztafeta australijska w składzie Patrick Murphy, Grant Hackett, Brits i Nicholas Ffrost przegrała tylko z Amerykanami i Rosjanami. Cztery miesiące wcześniej, podczas mistrzostw świata na krótkim basenie w Manchesterze zdobył złoty medal w sztafecie 4 x 200 m.
Urodził się w Republice Południowej Afryki, skąd pochodzi jego matka.

## Osiągnięcia

### Igrzyska olimpijskie
| Igrzyska olimpijskie | Data             | Konkurencja               | Rezultat    | Miejsce |
| -------------------- | ---------------- | ------------------------- | ----------- | ------- |
| Pekin 2008           | 13 sierpnia 2008 | 4 x 200 m stylem dowolnym | 7:04,98 min |         |

### Mistrzostwa świata
- 2007 Melbourne -  srebro - 4 x 200 m stylem dowolnym

### Mistrzostwa świata (basen 25 m)
- 2006 Szanghaj -  srebro - 4 x 200 m stylem dowolnym
- 2008 Manchester -  złoto - 4 x 200 m stylem dowolnym